# Patti Rocks
Pour plus de détails, voir Fiche technique et Distribution.
Patti Rocks est une comédie américaine sortie en 1988. Il a été réalisé par David Burton Morris

## Synopsis
C'est un road movie mettant en scène deux copains partis dans la nuit pour l'histoire foireuse survenue à l'un d'eux avec une fille sans intérêt. Bientôt se révèle que la fille sans intérêt est une grande histoire d'amour pour l'autre, un être humain qui apporte l'espoir dans une vie où il n'existait plus et que le premier est un type minable. C'est l'amour qu'on trouve là où on ne l'attendait pas.

## Fiche technique
- Titre : Patti Rocks
- Réalisation : David Burton Morris
- Scénario : John Kenkins, Karen Landry, David Burton Morris et Chris Mulkey d'après les personnages de Victoria Wozniak
- Musique : Doug Maynard
- Photographie : Gregory M. Cummins
- Montage : Gregory M. Cummins
- Production : Gregory M. Cummins et Gwen Field
- Société de production : FilmDallas Pictures
- Pays :  États-Unis
- Genre : Comédie dramatique
- Durée : 86 minutes
- Dates de sortie : 
  - États-Unis : 22 janvier 1988
  - France : 19 avril 1989

## Distribution
- Karen Landry : Patti Rocks
- Chris Mulkey : Billy Regis
- John Jenkins : Eddie Hassit
- Ralph Estlie : le vieux poivrot
- Joy Langer : la fille de Steambeast
- Mae Mayhew : la vieille femme
- Joe Minjares : le mécanicien chicano
- Buffy Sedlachek : Steambeast